# ZSBTV
ZSBTV of Zhongshan broadcasting & Television Station is de lokale televisiemaatschappij van de stadsprefectuur Zhongshan. Het werd in 1985 opgericht. ZSBTV gebruikte in het begin PAL-D VHF11 om zijn zenders uit te zenden. Sinds 2000 wordt UHF-27 gebruikt om uit te zenden. ZSBTV is niet alleen in Zhongshan te ontvangen. In de Hongkongse gebieden Yuen Long, Lantau, Kowloon en North District is een televisiezender van ZSBTV te ontvangen. ZSBTV heeft twee televisiezenders, twee radiozenders en gebruikt Standaardkantonees en Standaardmandarijn als voertaal.

## Televisiezenders
- ZSBTV hoofdzender 综合频道
- ZSBTV openbare zender 公共频道

## Radiozenders
- ZSBTV FM96.7
- ZSBTV FM88.8